# Zkrácené vyhodnocování
Zkrácené vyhodnocování označuje v programování způsob vyhodnocování složených výrazů, kdy se jednotlivé podvýrazy vyhodnocují pouze v případě, že je jejich výsledek potřebný pro získání celého výsledku. Tato metoda se uplatňuje zejména u vyhodnocování logických výrazů, u kterých platí, že
- PRAVDA nebo x je určitě PRAVDA, aniž by bylo nutno znát (vyhodnocovat) x,
- NEPRAVDA a zároveň x je určitě NEPRAVDA, aniž by bylo nutno znát (vyhodnocovat) x.

Zkrácené vyhodnocování (anglicky short-circuit evaluation) nelze zaměňovat s odloženým vyhodnocováním (anglicky lazy evaluation, česky též líné vyhodnocování) používaným v generátorech a iterátorech a často používaným ve funkcionálním a logickém programování; zatímco při zkráceném vyhodnocování se určité části výrazů nevyhodnocují, protože výsledný výraz nemohou ovlivnit (a již vyhodnocovány nebudou), při odloženém vyhodnocování bude výraz (typicky prvek posloupnosti) vyhodnocen až v okamžiku, kdy bude jeho hodnota skutečně potřeba.

## Vliv zkráceného vyhodnocování
V případě, že vyhodnocované podvýrazy nemají žádné vedlejší účinky, je jediným rozdílem při použití/nepoužití zkráceného vyhodnocování rychlost běhu programu (při zkráceném vyhodnocování se musí zpracovat menší část programu, takže je zkrácené vyhodnocování zpravidla rychlejší; existují však i zvláštní případy, kdy je tomu naopak).
V praxi však velká část vyhodnocovaných výrazů nějaké vedlejší efekty má, takže u zkráceného vyhodnocování musí být přesně specifikováno jeho chování, aby se program choval deterministicky.

### Příklad
V následujícím případě se jako příklad vedlejšího účinku používá výpis na obrazovku:
```
...
if ( a() && b() ) {...}
...

function a() {
    print "tady A";
    return false;
}

function b() {
    print "tady B";
    return false;
}

```

Pokud se bude vyhodnocovat výraz a() and b() bez zkráceného vyhodnocování, kromě získání výsledku false se také na výstup vypíše text
```
tady A
tady B

```

Pokud se ale použije zkrácené vyhodnocování a nejdříve se vyhodnotí a(), na výstupu se objeví
```
tady A

```

Pokud se při použití zkráceného vyhodnocování nejdříve vyhodnotí b(), na výstupu se objeví
```
tady B

```

## Zkrácené vyhodnocování v praxi
Zkrácené vyhodnocování se používá v mnoha běžných programovacích jazycích jako např. C/C++, C#, Java, Perl, Lisp atd.
Zpravidla je specifikováno, že se logické spojky vyhodnocují zleva doprava, takže ve výše uvedeném příkladu by se vyhodnotilo pouze a() a vytisklo by se pouze „tady A“.
V některých programovacích jazycích (např. v Perlu) se zkrácené vyhodnocování používá jako běžný způsob zápisu podmíněného příkazu. Například ve výrazech
```
data_jsou_k_dispozici or die;
nastala_chyba and die;
```

se program ukončí s chybou (pomocí příkazu die) v případě detekování nějaké chyby, protože příkaz die, který aplikaci ukončí, se vyhodnotí (provede) pouze v situaci, kdy je daná podmínka false (v prvním příkladu, tzn. když „data nejsou k dispozici“), resp. true (v druhém příkladu, tj. když „nastala chyba“).